# Opius tristis
Opius tristis är en stekelart som beskrevs av Fischer 1969. Opius tristis ingår i släktet Opius och familjen bracksteklar. Inga underarter finns listade i Catalogue of Life.